# Смилец (Силистренская область)
Смилец (болг. Смилец) — село в Болгарии. Находится в Силистренской области, входит в общину Силистра. Население составляет 430 человек.

## Политическая ситуация
В местном кметстве Смилец, в состав которого входит Смилец, должность кмета (старосты) исполняет Иван Димов Чанов (партия АТАКА) по результатам выборов правления кметства.
Кмет (мэр) общины Силистра — Иво Кирилов Андонов (инициативный комитет) по результатам выборов в правление общины.